# Vanilla
Vanilla é um gênero de plantas trepadeiras pertencentes à família das Orquidáceas. É encontrada em zonas tropicais e congrega cerca de 109 espécies. A partir dos frutos de algumas espécies obtém-se a especiaria comercialmente conhecida como baunilha.

## Etimologia
O nome deste gênero procede da palavra espanhola vainilla, diminutivo de vaina (bainha) que por sua vez deriva do latim vagina, por semelhança entre a vagem e a bainha da espada.

## Publicação e sinônimos
Vanilla Plum. ex Mill., Gard. Dict. Abr. ed. 4: s.p. (1754).

### Espécie tipo
- Vanilla mexicana Mill., Gard. Dict. ed. 8: n.º 1 (1768)

### Sinônimos heterotípicos
- Vanillophorum Neck., Elem. Bot. 3: 134 (1790), opus utique oppr.
- Myrobroma Salisb., Parad. Lond.: t. 82 (1807)
- Dictyophyllaria Garay, Bot. Mus. Leafl. 30: 231 (1986)

## Histórico
O gênero Vanilla foi proposto por Plumier ex Miller,  publicado em The Gardeners Dictionary, fourth edition 3: Vanilla, em 1754; por Jussieu em Gen. 66, em 1789; e também por Olof Swartz, em Nov. Act. Soc. Sc.Upsal. VI. 66. t. 5, em 1799. Apesar de todas estas publicações terem originado alguma confusão posterior, Plumier e Miller são considerados os autores originais. O gênero é tipificado pela Vanilla mexicana Miller, originalmente descrita por Linneu como Epidendrum vanilla L..

## Habitat
É um gênero composto por cerca de cento e dez espécies de ervas que se distribuem por todas as áreas tropicais do planeta, excetuada a Austrália, habitando florestas tropicais quentes e úmidas, e sobre arbustos em campos secos e quentes. Raríssimos exemplares são encontrados em áreas montanhosas mais frias.  Cerca de sessenta espécies podem ser encontradas no novo mundo, e setenta são naturais da África, sudeste asiático e ilhas do Oceano Pacífico e Índico.

## Descrição

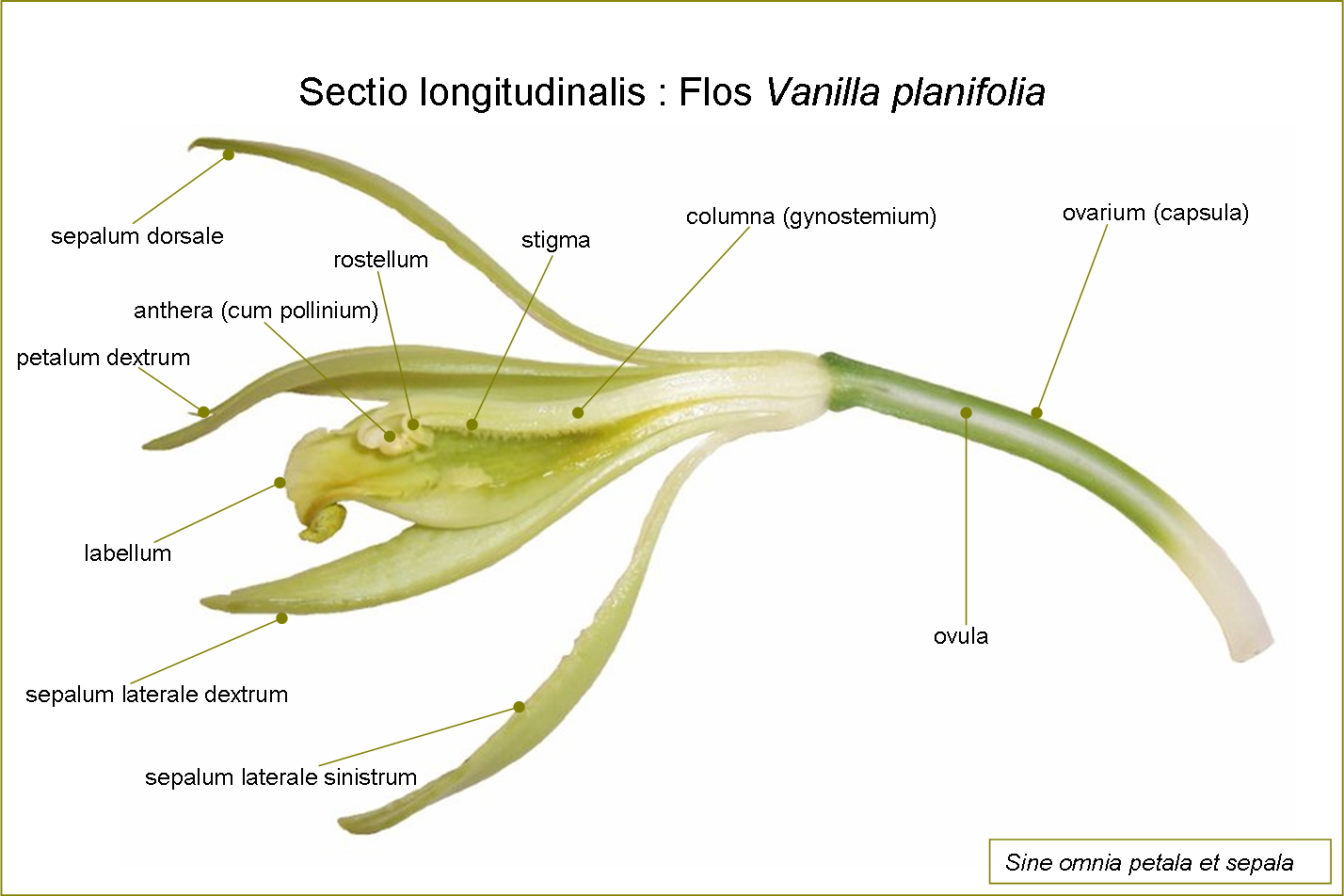
Corte longitudinal de uma flor de baunilha mostrando seus segmentos.

As espécies deste gênero podem ser reconhecidas, dentro da tribo Vanilleae, por serem trepadeiras, apresentarem clorofila, raízes aéreas; e sementes crustosas, sem asas.
Adicionalmente, as Vanillæ caracterizam-se por serem plantas de caules longos e mais ou menos carnosos, escandentes e reptantes, pouco ou muito ramificados, que aderem ao tronco das árvores com o auxílio de raízes adventícias, produzidas a cada nó do caule, em regra achatadas, lisas quando livres, e espessas e vilosas quando enterradas ou aderidas. As folhas são alternantes ou arranjadas em espiral, espaçadas, mais ou menos largas, carnosas e brilhantes.
Quando grandes e já elevadas, seus ramos pendem e frutificam, razão pela qual, em cultivo, demoram muito a florescer. Produzem inflorescências axilares, com flores solitárias ou em racemos, formando algumas vezes ramúsculos laterais.
As flores são em regra vistosas, pequenas ou grandes, muito perfumadas, efêmeras, produzidas em sucessão, em regra brancas ou de amarelo pálido. As sépalas e pétalas são livres. O labelo varia de completamente livre a completamente fundido às margens da coluna, com diversas lamelas, verrugas ou calosidades que variam conforme a espécie. A coluna apresenta asas no ápice, antera terminal, sem formar verdadeiras polínias. O fruto é carnoso, em formato de vagem ou ovalado, chegam a ter de 20 a 25 centímetros de comprimento e 3 centímetros de espessura, com sementes pesadas e crustáceas, negras ou acastanhadas.
Existem dois grandes grupos de espécies: um de caules espessos e folhas carnosas, que é bom produtor de baunilha, e outro de caule mais fino e folhas largas e mais herbáceas, que não produz favas tão úteis.

## Cultivo
Perotet, viajante botânico, encontrou nas Filipinas, nas florestas de San Matteo, em 1820, uma planta completamente desconhecida por seus habitantes.
Desde que os franceses instalaram-se na Ilha de Madagascar, cultivaram algumas espécies de baunilha em grande escala, auxiliados pelo governo. Em 1898, exportaram cerca de 8 toneladas desse produto.
Segundo H. Semler, a baunilha foi introduzida na Europa procedente do México, no século XVI.
A espécie mais comum no México e América Central é a Vanilla planifolia.

☀A maior parte da baunilha produzida no mundo é da variedade V. planifolia. Desde o México até as Guianas e Trinidad e Tobago encontramos a Vanilla pompona, com frutos menores, mais grossos e carnudos. São pesados e com maior dificuldade na sua secagem. É também consumida fresca, em pequenos pacotes - conhecidos popularmente como baunilhão.

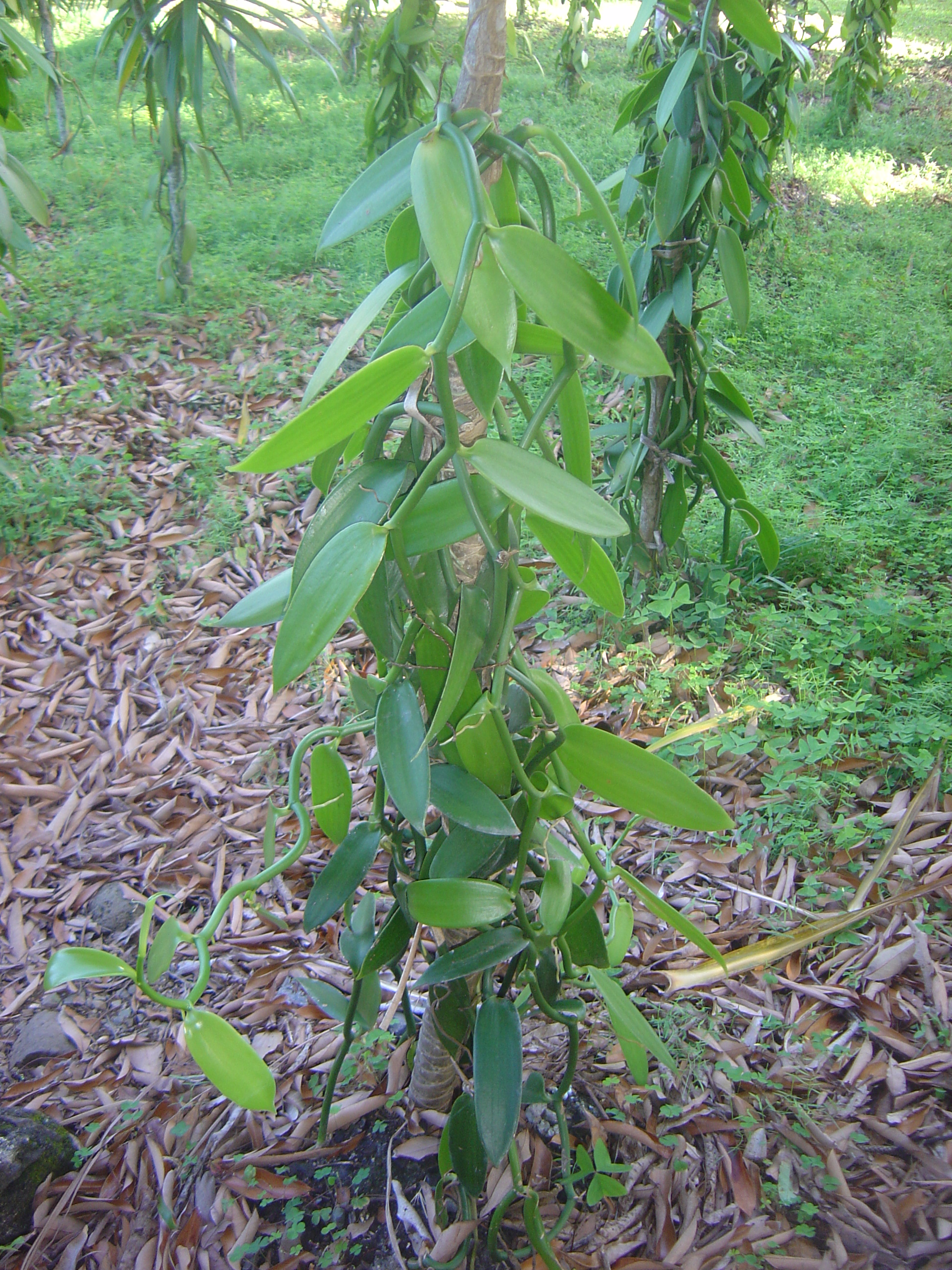
Uma planta Vanilla planifolia na Ilha de Reunião.

A Vanilla gardneri, que se assemelha à Vanilla pompona, vegeta no Brasil, desde a Baía de Santa Catarina. Zollinger encontrou a Vanilla aphila, sem folhas e de frutos sem aroma. Também na África ela era cultivada, e a mais conhecida é a baunilha bastarda, com vagens curtas e delgadas e pouco aromáticas.
No Brasil, o homem rural não se dedicou à cultura da baunilha por ignorar os meios para o seu cultivo, principalmente o meio de fazer a frutificação manual e artificial de suas flores em grande escala.
Uma plantação é relativamente fácil e barata para se organizar. Primeiramente, deve-se construir uma cobertura de madeira de 10 metros de largura por 30 metros de comprimento e 2 metros de altura, em terreno fresco e abundante de húmus, sombreado e protegido de ventos fortes.
Em cada esteio plantam-se pedaços de hastes que tenham mais ou menos 1 metro de comprimento. Enterram-se 10 a 15 centímetros e amarra-se onde a planta deva crescer. A plantação deve ser feita no inverno, nos meses mais úmidos, para que as mudas não se desidratem com o calor.
Das axilas das folhas irão surgir raízes ou gavinhas que vão se agarrar à madeira. Não devemos plantá-las na encosta de grandes árvores, como mangueiras ou jaqueiras. Por ser uma planta trepadeira, alcançando até 20 metros de altura, se ramificar pelos galhos das árvores fica difícil, na época da floração, a polinização de suas flores e a colheita de seus frutos. Após dois ou três anos, essas coberturas estarão entrelaçadas de racimos e apresentarão as primeiras florações nos meses de outubro e novembro.

## Preparo e conservação dos frutos
Depois de 30 dias, as favas parecem estar quase murchas, mas sua inteira maturação somente se dá após 6 ou 7 meses, quando ocorre a colheita dos frutos. Há vários processos para prepará-los, conservando e mantendo o aroma inalterado.
No México e na Guiana adota-se o sistema de secagem ao sol e à sombra. Estendem-se panos de lã, de cor escura, bem expostos ao sol. Colocam-se os frutos por algumas horas. Depois são envolvidos e deixados em local sombrio. No mesmo dia repete-se o processo (os frutos são colocados novamente ao sol e, durante a noite, envolvidos no pano de lã e, assim, secam totalmente). É um processo moroso de até 2 meses, se não ocorrerem dias ensolarados seguidos.
Outro processo bastante usado é reunir algumas vagens, amarrando-as em pacotes e mergulhando-os por espaços de 20 a 30 segundos em água fervente - isso para o poder germinativo de suas sementes. Espalhá-las depois sobre esteiras ou pendurá-las para secar. Nos dias consecutivos, colocá-las ao sol e à sombra. Depois de mergulhadas em água fervente, as vagens segregam uma substância viscosa, que deve ser separada com cuidado para não romper as cápsulas. Para isso não acontecer, elas devem ser amarradas com fio de algodão, envolvendo-as, em seguida, em um pano de lã, para transpirarem até o dia seguinte. Devem ser colocadas à sombra durante algumas horas para uma perfeita aeração, antes de irem novamente ao sol para secar.
Existe, ainda, um outro processo: untar as vagens com óleo de castanha de caju (carbóleo-cardol-ácido anacardíaco) sem densa aplicação para evitar o ranço dos frutos. Esse óleo é aplicado com pincel e não como banho (óleo em excesso prejudica o aroma). Este processo é empregado após o banho na água fervente e após as frutas começarem a enrugar. Na ilha de Madagascar a secagem é feita com cloreto de cálcio.

## Química
Segundo os químicos Bucholz e Vogel, a vagem da baunilha preparada artificialmente contém um óleo grosso, de sabor desagradável, amargo, de substância amigdalóide e ácido benzóico.
Experiências feitas com hastes de baunilha introduzidas no âmago do tronco da bananeira mostraram que a planta se desenvolve com viço extraordinário e floresce logo no primeiro ano. Prova da semelhança da seiva que existe entre as duas plantas, servindo, deste modo, a bananeira como enxerto.

## Vanilina
Lecomte, em 1902, demonstrou que o desenvolvimento do perfume da baunilha era devido à ação de uma oxidase sobre os princípios existentes na planta. No momento da  colheita, os frutos não tem nenhum aroma; eles adquirem sua suavidade em uma curta imersão na água a 80 graus celsius . Este autor achou oxidase em todos os órgãos da planta, constatando a presença de manganês. A planta contém ainda um fermento hidratante, que age sobre a coniferina e que se desdobra em álcool coniferínico e glicose. A oxidase age sobre este último corpo e transforma-o em vanilina.

## Elementos de botânica prática
A baunilha é composta de óleo graxo e ácido benzóico. A vanilina tem propriedades excitantes. Favorece a digestão e admite-se ser afrodisíaca, antiespasmódica, emenagoga. Serve sobretudo como aromatizante, sendo muito utilizada em chocolates e na preparação de doces. Pode ser encontrada em tabletes, em pó, em tintura e em porção. É um dos excitantes mais agradáveis da matéria média e reputada afrodisíaca por excelência.

## Lista de espécies
- V. abundiflora
- V. acuminata
- V. africana
- V. albida
- V. andamanica
- V. andina
- V. angustipetala
- V. annamica
- V. appendiculata
- V. aphylla
- V. arenesiana
- V. argentiana
- V. aschersoniana
- V. aspericaulis
- V. assamica
- V. atroviolacea
- V. bahiana
- V. barbellata
- V. basitruncata
- V. bertoniensis
- V. bicolor
- V. bolognensis
- V. bombycina
- V. borneensis
- V. bosseri
- V. bourbon
- V. bradei
- V. brasiliensis
- V. calopogon
- V. capensis
- V. carinata
- V. cayennensis
- V. chalotti
- V. chamissoniana
- V. chamissonis
- V. circinnata
- V. claviculata
- V. clavigera
- V. cleofei
- V. columbiana
- V. costaricensis
- V. covillei
- V. crenulata
- V. cribbiana
- V. cristagalli
- V. cundinamarcae
- V. dalzelliana
- V. decaryana
- V. denticulata
- V. diabolica
- V. dietes
- V. dilloniana
- V. dressleri
- V. drouetti
- V. dubia
- V. dunganensis
- V. edwallii
- V. eggersii
- V. elegans
- V. ensifolia
- V. espondae
- V. fimbriata
- V. fleischmannii
- V. fragrans
- V. francoisii
- V. galeata
- V. garayana
- V. gardneri
- V. gesnerioides
- V. giulianettii
- V. grandiflora
- V. grandifolia
- V. griffithii
- V. guatemalensis
- V. guianensis
- V. hallei
- V. harrisii
- V. hartii
- V. heterolopha
- V. hirsuta
- V. holtonii
- V. hostmannii
- V. humbertii
- V. humblotii
- V. imperialis
- V. indiana
- V. indopacifica
- V. inodora
- V. insignis
- V. javanica
- V. jenkinsii
- V. kaniensis
- V. kempteriana
- V. kinabaluensis
- V. kleinii
- V. krameri
- V. labellopapillata
- V. latifolia
- V. madagascarienses
- V. madidiensis
- V. madurensis
- V. marmorata
- V. marowynensis
- V. marquesensis
- V. martinezii
- V. megaphylla
- V. mexicana
- V. mombinensis
- V. montana
- V. mosqueraensis
- V. muricata
- V. nervata
- V. nervosa
- V. nigerica
- V. nigritiana
- V. notabilis
- V. nuda
- V. ochyrae
- V. odorata
- V. ovalis
- V. padillai
- V. palmarum
- V. paludosa
- V. panamensis
- V. papuásia
- V. parvifolia
- V. penicillata
- V. perexilis
- V. perrieri
- V. phaentha
- V. phalaenopsis
- V. pilifera
- V. planiflora
- V. planifolia
- V. platyphylla
- V. pohliana
- V. polyantha
- V. polylepis
- V. pompona
- V. pomponella
- V. pseudolavifolia
- V. pubescens
- V. pumila
- V. punctata
- V. quiatensis
- V. quinata
- V. ramosa
- V. ramosissima
- V. regina
- V. riparia
- V. roscheri
- V. ruiziana
- V. sanjappae
- V. savannarum
- V. sarapiquensis
- V. schunkei
- V. schwackeana
- V. seranica
- V. siamensis
- V. siparuna
- V. soalaensis
- V. somae
- V. sprucei
- V. striata
- V. sumatrana
- V. tahitenses
- V. tomasiana
- V. tonduzii
- V. tonkinensis
- V. trigonocarpa
- V. trigonophylla
- V. tuerckheimii
- V. uganda
- V. uncinata
- V. vanderbiltii
- V. variabilis
- V. vellozoi
- V. vitiensis
- V. walkeriae
- V. wallichii
- V. warszewicziana
- V. weberbaueriana
- V. whittii
- V. wrightii
- V. xanthantha
- V. ximbuensis
- V. xylincola
- V. yarong
- V. yunnanensis
- V. zanzibarica
- V. zonata